# 民主德国色彩的社会主义
民主德国色彩的社会主义（德語：Sozialismus in den Farben der DDR）是东德执政党德国统一社会党中央委员会总书记埃里希·昂纳克在1988年末提出的概念，意在疏远米哈伊尔·戈尔巴乔夫在苏联实行的经济改革举措。

## 背景及内容
1980年代末期，米哈伊尔·戈尔巴乔夫在苏联进行的经济改革及波兰、匈牙利等国的政治经济改革引入了市场经济、政治民主化及言论自由，然而东德执政党德国统一社会党担心改革将带来潜在的社会主义危机，且苏联的改革对当局造成了压力，故提出“民主德国色彩的社会主义”概念，继续坚持民主集中制的政治原则，意图与苏联的改革保持距离以保持东德政策的独立。
1988年11月11日，德国统一社会党总书记埃里希·昂纳克在对奥运会回国运动员的讲话中首次提出了这个概念。1988年12月29日，在德国共产党成立70周年大会上，昂纳克发言时也使用这一概念。

## 延伸阅读
- Stefan Wolle：Die heile Welt der Diktatur. Alltag und Herrschaft in der DDR 1971–1989. München 1999, ISBN 3-612-26650-0.